# Сандалов, Джамолдин Ходжибекович
Джамолдин Ходжибекович Сандалов (род. 20 ноября 2004 года, Рыбинск) — российский самбист, бронзовый призёр чемпионата России 2023.

## Биография
Родился 20 ноября 2004 года в городе Рыбинске Ярославской области. По национальности — таджик.
Начал заниматься самбо в 6 лет. Тренируется под руководством старшего тренера клуба «Единоборец» М. С. Шкарбана.

## Достижения
- Бронзовый призёр чемпионата России по боевому самбо 2023 г. Пермь (до 79 кг)[2]
- Победитель первенства России по боевому самбо 2022 г. Кстово (до 79 кг)[3]
- Бронзовый призёр первенства России по грэпплингу 2022 г. Москва[4]
- Серебряный призёр Кубка России по грэпплингу 2022 г. Наро-Фоминск
- Серебряный призёр первенства России по кудо 2021 г. Москва
- Кубок России по самбо 2024 — ;